# Onychorhynchus
Onychorhynchus (Fischer, 1810) è un genere di uccelli della famiglia Tityridae, endemico del continente sudamericano.

## Tassonomia
Il Congresso Ornitologico Internazionale (settembre 2013) riconosce le seguenti specie e sottospecie:
- Onychorhynchus coronatus (Statius Müller, 1776): pigliamosche reale dell'Amazzonia.
  - O. c. castelnaui (Deville, 1849)
  - O. c. coronatus (Statius Müller, 1776)
- Onychorhynchus mexicanus (P.L.Sclater, 1857): pigliamosche reale del nord.
  - O. m. mexicanus (P.L.Sclater, 1857)
  - O. m. fraterculus (Bangs, 1902)
- Onychorhynchus occidentalis (P.L.Sclater, 1860): pigliamosche reale del Pacifico.
- Onychorhynchus swainsoni (Pelzeln, 1858): pigliamosche reale dell'Atlantico.